# Khatlon

Khatlon

Khatlon é uma das quatro províncias (viloiati) que dividem o Tajiquistão. Situa-se no sudoeste do país.

## Dados
- Capital: Qurghonteppa
- População: 2 149 500 hab. (2000)
- Área: 24 600 km²